# Stazione di Scrajo Terme
La stazione di Scrajo Terme è una stazione della ferrovia Circumvesuviana, sita nel comune di Vico Equense.
Si trova sulla ferrovia Torre Annunziata-Sorrento.

## Storia
La stazione fu inaugurata il 6 gennaio 1948 e deve il nome alla vicinanza delle "Terme dello Scrajo", volano per il turismo balneare estivo.
Dal 2011 al 2015 la stazione è stata resa fruibile unicamente nelle stagioni estive per consentire il raggiungimento delle terme e delle vicine spiagge del litorale.
Attualmente risulta chiusa, non avendo treni che vi si fermano.

## Strutture e impianti
La stazione presenta un binario unico passante e si sviluppa in galleria, eccetto che per il fabbricato viaggiatori, ricavato in un varco della montagna sovrastante. La stazione si trova ad un'altezza di 30 metri dal piano stradale, per raggiungerla sono disponibili una scala e un ascensore con vano di corsa sistemato in una torre a vista.

## Movimento
La sostanziale mancanza di movimento pendolare e l'ubicazione della stazione, ha indotto ad optare, tra il 2011 e il 2015, per l'apertura della stessa unicamente nel periodo estivo.
Vi fermavano tutti i treni diretti a Napoli ed a Sorrento.

## Servizi
La stazione disponeva di:
- Biglietteria
- Ascensore
- Accessibilità per portatori di handicap